# Maur Maria Boix i Selva
Maur Maria Boix i Selva era el nom religiós del monjo benedictí Joan Maria Boix i Selva (Barcelona, 7 de maig de 1919 - Abadia de Montserrat, 10 de setembre de 2000), fill de Josep Maria Boix i Raspall, director general de La Caixa, germà de Josep Maria Boix i Selva i oncle del cantant i animador Xesco Boix.
Ingressà a l'orde el 1942, i fou ordenat monjo el 1949. Fou secretari de l'abat Aureli Maria Escarré i Jané del 1953 al 1964, després fou prior del monestir de Montserrat del 1967 al 1978, i visitador de la congregació benedictina Subiacense. També dirigí la revista Serra d'Or del 1962 al 1994, en la qual va escriure articles sobre l'abadia de Montserrat i sobre Jacint Verdaguer, i fou responsable de les Publicacions de l'Abadia de Montserrat. També fou membre de la Societat Verdaguer, i el 1995 va rebre la Creu de Sant Jordi.

## Obres
- Llibre de la Mare de Déu de Montserrat (1950)
- Què és Montserrat (1957)
- Convidats a creure (1977)
- Montserrat: llegenda de Montserrat (1994)